# Гензел, Янош Адам
Янош Адам Гензел (1677—1720) — венгерский врач и философ.

## Биография
Родился Янош Гензел в 1677 году. В 1694 году, в 17-ти летнем возрасте поступил в университет города Йена, который он окончил в 1699 году, где изучал геологию, но становиться геологом он не хотел и решил пойти другим путём — посвятить себя медицинской деятельности, для этого он переехал в Италию, где он учился в университетах Болоньи, Флоренции, Рима и Падуи, где получил в соответствии 4 диплома по медицине и ранее 1 диплом по геологии. Освоившись в медицинском деле, получивший 4 диплома, он стал врачом. Длительные скитания по учебным заведениям городов Италии не прошли для него даром, т.к Янош Гензел запасся огромным багажом знаний и солидной практикой и стал врачом-философом. В данных городах ему приходилось слушать лекции самых знаменитых профессоров медицины. Получив два учёного звания, Янош Гензел возвратился на родину и занялся медицинской деятельностью. Благодаря его успешной медицинской деятельности, ему в молодом возрасте пришла слава и он стал членом многих научных обществ.
Скончался Янош Гензел в 1720 году.

## Научные работы
Основные научные работы посвящены эпидемиологии ряда заболеваний. Труды Яноса Гензела внесли значительный вклад в развитие эпидемиологии.
- Изучал связи человека с другими людьми, их условиями жизни, окружающей средой.
- Одним из первых изучал возбудителей инфекционных заболеваний.
- Подробно описал оспу, корь, свинку, малярию и их распространение.